# Associazione Sportiva Dilettantistica GEAS Basket 2013-2014
Questa voce raccoglie le informazioni riguardanti il Geas Basket Sesto San Giovanni nelle competizioni ufficiali della stagione 2013-2014.

## Stagione
Con la promozione dalla Serie A3, nella stagione 2013-2014 il Geas Basket di Sesto San Giovanni, sponsorizzato Paddy Power, disputa la Serie A2.

## Verdetti stagionali
Competizioni nazionali
- Serie A2:

stagione regolare: 1º posto su 7 squadre (12-0);
poule promozione: 1º posto su 8 squadre (cumulato: 12-2);
play-off: perde la semifinale contro Torino (0-2).
- Coppa Italia di Serie A2:

semifinale persa contro Dike Napoli (57-61).

## Rosa
|    | Naz.                                     | Ruolo | Sportivo             | Anno | Alt. |  |       |
| -- | ---------------------------------------- | ----- | -------------------- | ---- | ---- |  | ----- |
| 5  | Italia (bandiera)                        | P     | Giulia Arturi        | 1987 | 175  |  |       |
| 7  | Italia (bandiera)                        | PG    | Martina Kacerik      | 1996 | 181  |  |       |
| 8  | Italia (bandiera)                        | GA    | Francesca Galli      | 1994 | 178  |  |       |
| 9  | Italia (bandiera)                        | GA    | Francesca Cassani    | 1995 | 175  |  |       |
| 10 | Italia (bandiera)                        | GA    | Carlotta Picco       | 1996 | 173  |  |       |
| 11 | Italia (bandiera)                        | C     | Marta Meroni         | 1993 | 185  |  |       |
| 12 | Italia (bandiera)                        | P     | Francesca Gambarini  | 1995 | 168  |  |       |
| 13 | Italia (bandiera)                        | P     | Elisabetta Mazzoleni | 1994 | 175  |  |       |
| 14 | Italia (bandiera)                        | A     | Arianna Beretta      | 1996 | 178  |  |       |
| 15 | Italia (bandiera)                        | A     | Benedetta Bonomi     | 1997 |      |  |       |
| 15 | Italia (bandiera)                        | A     | Beatrice Barberis    | 1995 | 178  |  |       |
| 18 | Italia (bandiera)                        | G     | Giulia Giorgi        | 1993 | 175  |  |       |
| 20 | Argentina (bandiera) · Italia (bandiera) | C     | Agostina Burani      | 1991 | 186  |  |       |
| 21 | Italia (bandiera)                        | C     | Elisa Bonomi         | 1994 | 185  |  | [ 2 ] |
| 24 | Italia (bandiera)                        | A     | Cecilia Zandalasini  | 1996 | 182  |  |       |

## Mercato
| Acquisti | Acquisti            | Acquisti       | Acquisti   |
| R.       | Nome                | da             | Modalità   |
| -------- | ------------------- | -------------- | ---------- |
| C        | Agostina Burani     | Atletico Lanus | definitivo |
| A        | Cecilia Zandalasini | Pall. Broni    | definitivo |

| Cessioni | Cessioni | Cessioni | Cessioni |
| R.       | Nome     | a        | Modalità |
| -------- | -------- | -------- | -------- |

## Risultati

### Coppa Italia di Serie A2

#### Semifinale
| Arbitri: | Biagio Boccilieri Stefano Pari |

|               |          |                  |
| Arturi 21     | Punti    | 29 Bocchetti     |
| Gambarini 2   | Assist   |                  |
| Zandalasini 8 | Rimbalzi | 9 Mitongu Ntumba |